# Fondo Editorial de la Universidad Católica Sedes Sapientiae
El Fondo Editorial de la Universidad Católica Sedes Sapientiae en Lima (Perú) se encarga de la labor editorial de esta universidad. Tras diez años el catálogo de publicaciones consta de distintas colecciones de Literatura y Formación, Arte y Patrimonio, Filosofía, Teología, Ediciones especiales, Literatura; así como las publicaciones de la Facultad de Ciencias de la Educación y la Facultad de Ciencias Económicas y Comerciales. Por otro lado, cuenta con las revistas Studium Veritatis, Cuadernos Literarios y Riesgo de Educar.

## Galería de fotos

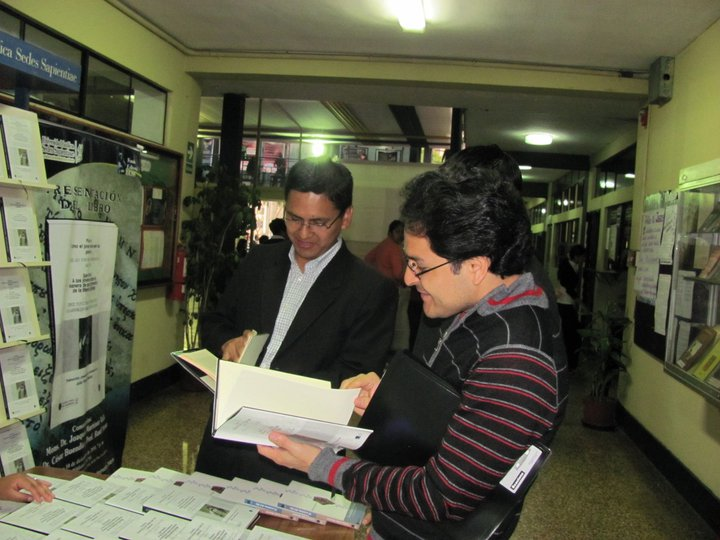
Estudiantes leen nueva publicación
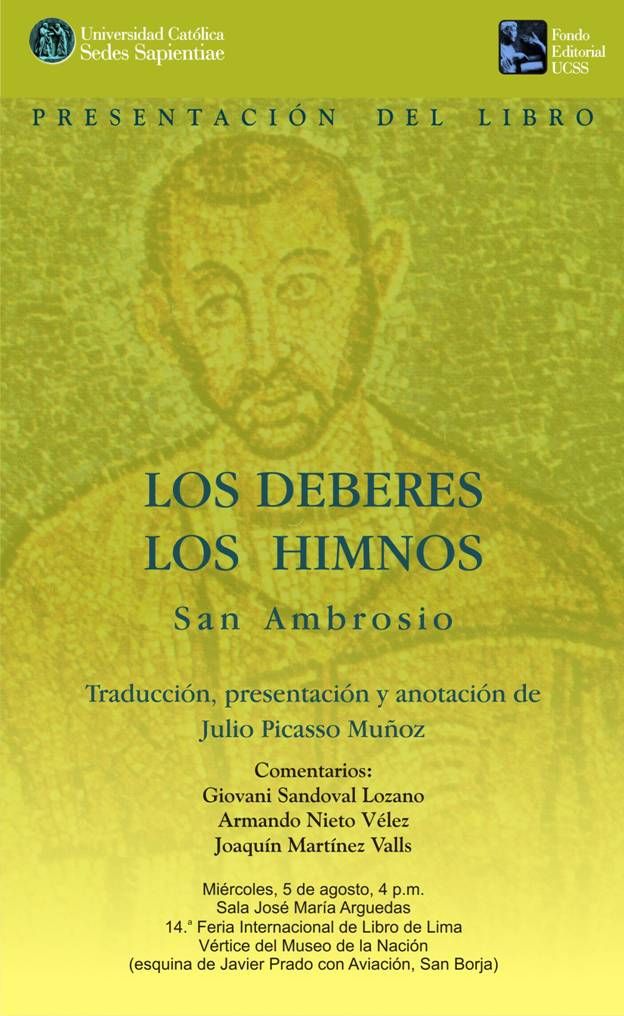
Afiche de la presentación del libro San Ambrosio. Los deberes. Los himnos.